# Níjar
Níjar là một đô thị ở tỉnh Almería, Andalusia, Tây Ban Nha. Đô thị này nằm ở phía đông Almería, ở Sierra de Alhamilla và bên bờ đông nam Địa Trung Hải, ở Campo de Níjar.
Níjar có diện tích 599,8 km², là đô thị có diện tích lớn nhất ở Tây Ban Nha. Dân số là 17.824 người (2002).
Kinh tế chủ yếu là nông nghiệp và du lịch.

## Biến động dân số
| 1999   | 2000   | 2001   | 2002   | 2003   | 2004   | 2005   |
| ------ | ------ | ------ | ------ | ------ | ------ | ------ |
| 16,083 | 16,269 | 18,371 | 19,332 | 20,810 | 21,306 | 24,435 |

Nguồn: INE (Tây Ban Nha)